# Solingen

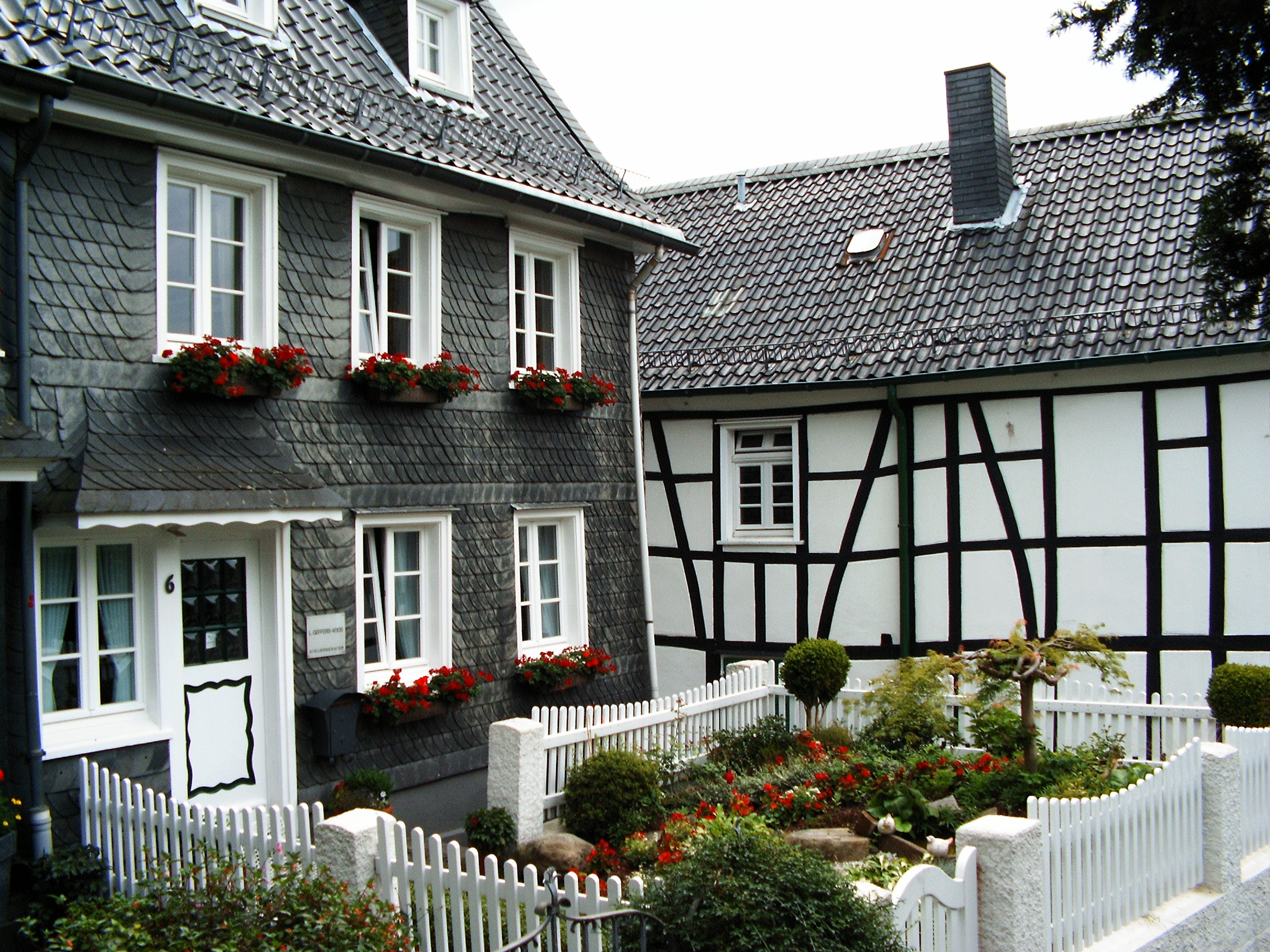
Cases típiques de Solingen.

Solingen és una ciutat d'Alemanya, integrada al sector administratiu de Düsseldorf, a Renània del Nord-Westfàlia, i situada als voltants de Wuppertal i Remscheid. Ocupa una àrea de 89,45 km² i té 160.643 habitants (2022). Coneguda internacionalment per la qualitat dels seus acers, són molt famosos els ganivets i les navalles que s'hi fabriquen.
Soligen és coneguda sovint com «la ciutat dels ganivets i de les navalles» o «ciutat amb ànima d'acer», com que al llarg del temps se l'ha reconegut per l'excel·lència en la fabricació d'espases, ganivets, tisores i navalles d'afaitar de grans firmes com ara DOVO Solingen, Wüsthof, Ja Henckels, Boker, Eickhorn Soligen, entre moltes altres. Wilkinson Sword també hi fabrica navalles. A l'edat mitjana, els espasers de Solingen van encunyar la imatge al poble que s'ha conservat fins avui. A Solingen es fabriquen els 90% dels ganivets i de les navalles d'Alemanya.

## Història

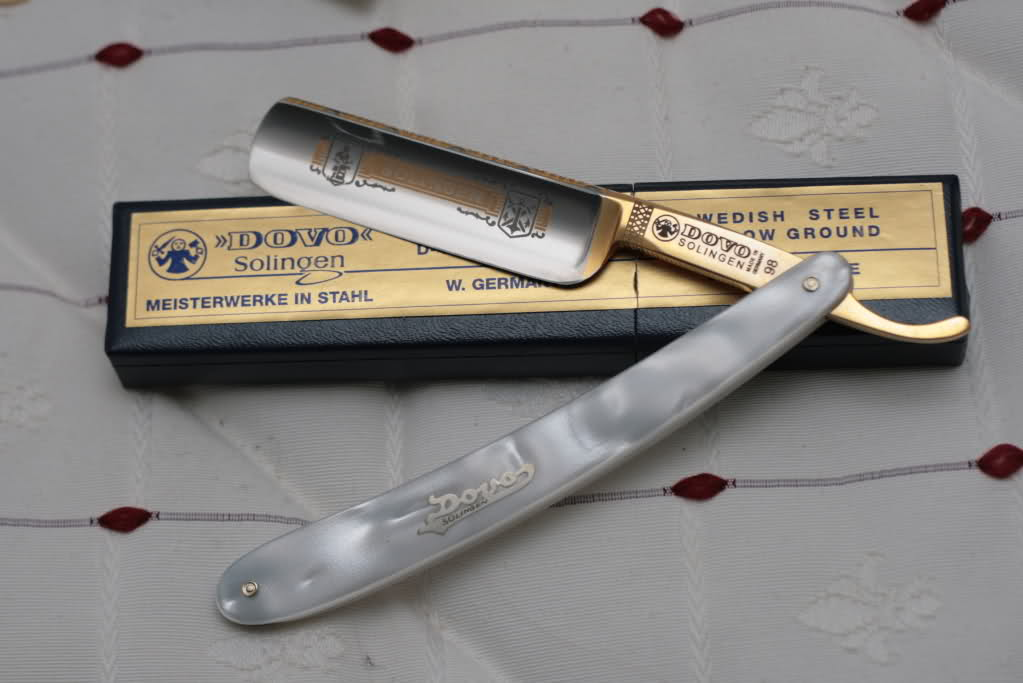
Navalla d'afaitar amb decoracions d'or real fabricada a Solingen

Soligen va ser esmentada per primera vegada l'any 1067 per un cronista que va anomenar a l'àrea "Solonchon". Les primeres variacions del nom van ser "Solengen", "Solungen" i "Soleggen". No obstant això, el nom actual es fa servir des de la fi del segle xiv.
Ha estat el lloc de forjadors de ferro des de fa dos mil anys, agregant-li fama a Solingen com el centre ferrer del nord d'Europa. Les espases de Solingen s'han fet presents en els regnes anglosaxons i a les illes britàniques. El nord d'Europa ha tingut gran estima a l'armament fabricat a Solingen, el qual ha estat comercialitzat a través de tot el continent. Avui dia, Solingen segueix sent la capital de la ganiveteria alemanya.

### Atac incendiari de 1993 contra una família turca
El 1993 es va produir l'atac incendiari de Solingen, un greu esdeveniment de violència contra estrangers. La nit del 28 al 29 de maig de 1993, quatre joves alemanys pertanyents al moviment de caps rapats d'extrema dreta, amb connexions neonazis, van calar foc a la casa d'una família turca a la localitat. Tres nenes i dues dones d'origen turc van morir, i catorze membres més de la família, inclosos diversos nens, van resultar ferits, alguns de consideració. L'atac va disparar una sèrie de protestes violentes per part de la comunitat turca a diverses ciutats alemanyes i també manifestacions multitudinàries en solidaritat amb les víctimes per part de ciutadans alemanys.

### Apunyalament massiu de 2024
El 23 d'agost de 2024 es va produir un apunyalament massiu, perpetrat prop de les 21.40 hora local (UTC+2), per un home que portava un ganivet durant les celebracions del 650è aniversari de la ciutat, que es va acabar lliurant a la policia i confessant. Producte de l'atemptat van resultar mortes tres persones (2 homes i una dona) i vuit més ferides, de les quals cinc de gravetat. Hores més tard, l'Estat Islàmic (EI) es va adjudicar l'atac declarant en un missatge via Telegram que l'atacant era un "soldat" d'EI i que va dur a terme l'atac "en venjança dels musulmans a Palestina i a tot arreu".

## Fills il·lustres
- Charles Frederich Schoenthal (1863-1911), músic flautista.

## Barris
La ciutat té cinc barris: 
- Grafrath
- Wald
- (Solingen-) Mitte
- Ohligs/Aufderhöhe/Merscheid
- Höhscheid/Burg